# Micromus usingeri
Micromus usingeri là một loài côn trùng trong họ Hemerobiidae thuộc bộ Neuroptera. Loài này được Zimmerman miêu tả năm 1940.